# 조지프 두브
조지프 리오 두브(영어: Joseph Leo Doob IPA: [ˈd͡ʒoʊzəf ˈliːoʊ ˈduːb], 1910년 2월 27일 ~ 2004년 6월 7일)는 미국의 수학자이다. 확률론에 기여하였다.

## 생애
1910년 2월 27일 미국 신시내티에서 태어났다. 아버지는 리오 두브(영어: Leo Doob)였으며, 어머니는 몰리 도플러(영어: Mollie Doerfler)였다. 두브가 어렸을 때 두브 가족은 뉴욕으로 이사하였다.
하버드 대학교에 입학하여 1930년에 학사 학위를, 1931년에 석사 학위를, 1932년에 박사 학위를 수여받았다. 이후 1935년에 일리노이 대학교 어배너-섐페인의 교수가 되었다.
1942년 ~ 1945년 사이에는 제2차 세계 대전으로 인하여 미국 해군의 자문 교수로 일했다.
2004년 6월 7일 어배너에서 사망하였다.

## 저서
- Doob, Joseph Leo (1953). 《Stochastic Processes》 (영어). John Wiley & Sons. ISBN 0-471-52369-0.
- Doob, Joseph Leo (1984). 《Classical potential theory and its probabilistic counterpart》. Grundlehren der mathematischen Wissenschaften (영어) 262. Springer-Verlag. doi:10.1007/978-3-642-56573-1. ISBN 3-540-41206-9.
- Doob, Joseph Leo (1993). 《Measure theory》. Graduate Texts in Mathematics (영어) 143. Springer-Verlag. doi:10.1007/978-1-4612-0877-8. ISBN 978-1-4612-6931-1. ISSN 0072-5285.

## 같이 보기
- 마팅게일